# Фуян
Фуян (кит. спр. 阜阳市, піньїнь: Fǔyáng Shì) — місто-округ в східнокитайській провінції Аньхой.

## Географія
Фуян розташовується на північному заході провінції.

### Клімат
Місто знаходиться у зоні, котра характеризується вологим субтропічним кліматом. Найтепліший місяць — липень із середньою температурою 28.3 °C (83 °F). Найхолодніший місяць — січень, із середньою температурою 1.1 °С (34 °F).
| Клімат Фуяна            | Клімат Фуяна | Клімат Фуяна | Клімат Фуяна | Клімат Фуяна | Клімат Фуяна | Клімат Фуяна | Клімат Фуяна | Клімат Фуяна | Клімат Фуяна | Клімат Фуяна | Клімат Фуяна | Клімат Фуяна | Клімат Фуяна |
| Показник                | Січ.         | Лют.         | Бер.         | Квіт.        | Трав.        | Черв.        | Лип.         | Серп.        | Вер.         | Жовт.        | Лист.        | Груд.        | Рік          |
| Абсолютний максимум, °C | 17           | 23           | 27           | 32           | 35           | 37           | 40           | 37           | 33           | 32           | 26           | 20           | 40           |
| Середній максимум, °C   | 7            | 12           | 15           | 20           | 26           | 30           | 32           | 31           | 26           | 22           | 15           | 8            | 21           |
| Середня температура, °C | 1            | 5            | 9            | 14           | 20           | 25           | 28           | 27           | 22           | 16           | 10           | 3            | 15           |
| Середній мінімум, °C    | −5           | −1           | 4            | 8            | 15           | 20           | 24           | 23           | 18           | 11           | 5            | −1           | 10           |
| Абсолютний мінімум, °C  | −11          | −11          | −6           | −3           | 5            | 16           | 18           | 17           | 10           | 1            | −3           | −8           | −11          |
| Норма опадів, мм        | 40           | 30           | 30           | 70           | 60           | 90           | 130          | 110          | 60           | 30           | 30           | 20           | 750          |
| Днів з дощем            | 7            | 6            | 5            | 9            | 9            | 8            | 10           | 9            | 9            | 4            | 4            | 5            | 91           |
| Вологість повітря, %    | 54           | 56           | 61           | 70           | 72           | 71           | 80           | 84           | 81           | 67           | 78           | 74           | 71           |
| ----------------------- | ------------ | ------------ | ------------ | ------------ | ------------ | ------------ | ------------ | ------------ | ------------ | ------------ | ------------ | ------------ | ------------ |
| Джерело: Weatherbase    |              |              |              |              |              |              |              |              |              |              |              |              |              |

## Адміністративний поділ
Міський округ поділяється на 3 райони, 1 місто і 4 повіти:
| Карта                                                        | Карта     | Карта    | Карта            |
| ------------------------------------------------------------ | --------- | -------- | ---------------- |
| ① Ліньцюань Тайхе Їнцюань Фунань Їнчжоу Їндун Їншан ① Цзешоу |           |          |                  |
| Статус                                                       | Назва     | Оригінал | Населення (2020) |
| Район                                                        | Їндун     | 颍东区   | 538 187          |
| Район                                                        | Їнцюань   | 颍泉区   | 598 004          |
| Район                                                        | Їнчжоу    | 颍州区   | 992 347          |
| Місто                                                        | Цзешоу    | 界首市   | 650 870          |
| Повіт                                                        | Їншан     | 颍上县   | 1 198 830        |
| Повіт                                                        | Ліньцюань | 临泉县   | 1 658 442        |
| Повіт                                                        | Тайхе     | 太和县   | 1 379 982        |
| Повіт                                                        | Фунань    | 阜南县   | 1 183 602        |